# Drama Total Todos Estrellas
Drama Total Todos Estrellas (abreviado DTTE) también conocido en inglés como " Total Drama All Stars"(TDAS sigla en inglés) es la quinta temporada de la serie de "Drama Total". La extensión de la serie fue ordenada por  Cartoon Network en octubre de 2012 y será lanzado en enero de 2014 en Canadá y el 10 de septiembre de 2013 a las 7:00 p. m. EST en los Estados Unidos. Al año siguiente, la temporada también se estrenó en Canadá (el país de origen) el 9 de enero de 2014 a las 7:00 p. m. EST.
Christian Potenza anunció la temporada en una entrevista con Tom McGillis(el creador de la serie), y dijo que Total Drama All-Stars sería muy similar a la Isla del drama y Drama Total: La venganza de la isla, debido a los altos índices de audiencia en todo el mundo de este último. Esto significa que en esta temporada se llevará a cabo en el campamento Wawanakwa, en un solo lugar, una vez más, a diferencia de Drama Total Gira Mundial. Esta temporada también es la única temporada de ser un seguimiento directo de la temporada anterior (ambas temporadas 4 y 5 que son muy similares en términos de longitud, ubicación, características y cameos).
Al igual que Drama Total: la Venganza de la Isla antes de que, Drama Total Todos Estrellas también será de 13 episodios de longitud; rompiendo con la tradicional duración de 26 episodios de las tres primeras temporadas. Esta temporada será una de las estrellas de la temporada con los catorce concursantes más populares en el elenco existente. El tema de esta temporada será "Héroes contra Villanos", que significa que todos los protagonistas o "Héroes" de cada temporada se unirán y de los antagonistas de cada temporada o "villanos". Tanto el título de la temporada de "Todos Estrellas" y "Héroes vs Villanos" estos temas toma las respectivas temporadas pasadas de Survivor.

## Argumento
Drama Total Todos Estrellas es una programa de telerrealidad ficticia que sigue la competencia de catorce adolescentes que regresan al Campamento Wawanakwa, copiada del increíble enzo en una isla ficticia situada en una zona no especificada en Muskoka, Ontario. Los campistas participan en desafíos temáticos y deben evitar ser expulsados de la isla por parte de sus compañeros campistas. Al final de la serie, el concursante ganador o el último campista que se destaque en la isla va a ganar $ 1,000,000. El concurso está organizado por Chris McLean (Christian Potenza), asistido por el cocinero del campamento, Chef Hatchet (Clé Bennett).
Al principio de la temporada, los catorce campistas se colocan uniformemente en dos equipos, los Hámsteres Heroicos y los Buitres Villanos. En cada episodio, los dos equipos participan en un desafío, en el que uno o más campistas pueden ganar la inmunidad de su equipo. El equipo perdedor ira a la ceremonia de eliminación, donde deben votar a uno de sus miembros fuera de la isla. El campista con más votos es eliminado de la competencia. En esta fogata, McLean les da malvaviscos a los campistas que se han salvado de la eliminación, mientras que el que no recibe un malvavisco es eliminado. Esa persona debe eliminarse luego caminar hasta el muelle de la isla y tomar el Remolino de la Vergüenza que se llevara a los eliminados y que "nunca, nunca volverá jamás", de acuerdo con Chris.
Hacia la mitad de la temporada, los equipos se disolveran, después de lo cual los problemas continúan, el ganador de cada reto entonces sólo recibe la inmunidad por sí mismo, con lo cual un campista sin inmunidad estaría en riesgo de ser eliminado. Este proceso de eliminación continúa hasta dos jugadores que permanezcan en la isla. Estos dos jugadores, ahora son luego sometidos a una competencia final. Al final de la temporada, un campista gana la competencia, mientras que el perdedor termina siendo el subcampeón. Sin embargo, el subcampeón todavía puede ser el ganador en la final alternativo de la final de la temporada. Total Drama All-Stars, junto con todas las temporada de la serie, es una parodia del reality show Supervivientes, mientras que el anfitrión, Chris McLean es muy similar al anfitrión de Supervivientes Jeff Probst anfitrión con el personaje malvado de Factor Miedo, Joe Rogan.

## Personajes
Siete personajes de Drama Total Gira Mundial y siete personajes de Drama Total: La venganza de la isla volverán a competir en esta nueva temporada. Todos ellos competirán entre sí durante los desafíos temáticos "Héroes vs Villanos", lo que significa que todos los protagonistas (héroes) competirán contra todos los antagonistas (villanos).
Los catorce concursantes que regresan a competir en Total Drama All-Stars son Alejandro, Cameron, Courtney, Duncan, Gwen, Heather, Jo, Lightning, Lindsay, Mike, Sam, Scott, Sierra y Zoey. Sin embargo, Alejandro tendrá un nuevo actor de voz, Alex House, y que se introduce en la temporada como la máquina del drama, antes de que se reveló más tarde que Alejandro está dentro del traje de robot.
Fuera de todos los catorce concursantes, la mitad son hombres y la mitad son mujeres. Siete de ellos son parte de la primera generación del elenco que todos han estado en Drama Total Gira Mundial, mientras que los otros siete son parte de la segunda generación del elenco que todos han competido en Drama Total: La venganza de la isla. De los siete concursantes originales, sólo Alejandro y Sierra han competido en una temporada anterior, los otros cinco han competido en todas las primeras tres temporadas antes de Total Drama All-Stars.
En julio de 2013, Cartoon Network comenzó a transmitirse promociones de temporada que introdujo a los no competidores como Owen, Ezekiel, Izzy, Tyler, LeShawna, Beth, Anne María y Dawn. No se sabe qué tipo de papel que estos concursantes tendrán en la nueva temporada, se Pensaba que serían apariciones cameos. Hasta ahora los únicos que hicieron cameos son: Ezekiel, Cody, Izzy y Owen.

## Eliminaciones
|  | Participantes | Equipo              | Estado                                                          | Estado Anterior                             | Estadía |         |
|  | ------------- | ------------------- | --------------------------------------------------------------- | ------------------------------------------- | ------- | ------- |
|  | Mike          | Hámsteres Heroicos  | Ganador de Drama Total Todos Estrellas                          |                                             | 13 Cap. | Fusión  |
|  | Zoey          | Hámsteres Heroicos  | Subcampeona de Drama Total Todos Estrellas, ganador alternativo |                                             | 13 Cap. | Fusión  |
|  | Scott         | Buitres Villanos    | Eliminado por decisión de Zoey                                  |                                             | 12 Cap. | Fusión  |
|  | Gwen          | Buitres Villanos    | Expulsada por transgredir las reglas                            |                                             | 12 Cap. | Fusión  |
|  | Courtney      | Buitres Villanos1   | 9° Eliminada de Drama Total Todos Estrellas                     |                                             | 11 Cap. | Fusión  |
|  | Alejandro     | Buitres Villanos    | 8° Eliminado de Drama Total Todos Estrellas                     |                                             | 10 Cap. | Fusión  |
|  | Cameron       | Buitres Villanos2   | Abandona por lesión                                             | 7° Eliminado de Drama Total Todos Estrellas | 9 Cap.  | Fusión  |
|  | Duncan        | Hámsteres Heroicos1 | Expulsado por transgredir las reglas                            |                                             | 8 Cap.  | Fusión  |
|  | Sierra        | Hámsteres Heroicos  | 6° Eliminada Por decisión de Gwen y los Butres Villanos         |                                             | 7 Cap.  | Equipos |
|  | Heather       | Buitres Villanos    | 5° Eliminada3 de Drama Total Todos Estrellas                    |                                             | 6 Cap.  | Equipos |
|  | Sam           | Hámsteres Heroicos  | 4° Eliminado de Drama Total Todos Estrellas                     |                                             | 4 Cap.  | Equipos |
|  | Jo            | Buitres Villanos    | 3° Eliminada de Drama Total Todos Estrellas                     |                                             | 3 Cap.  | Equipos |
|  | Lightning     | Buitres Villanos    | 2° Eliminado de Drama Total Todos Estrellas                     |                                             | 2 Cap.  | Equipos |
|  | Lindsay       | Hámsteres Heroicos  | 1° Eliminada de Drama Total Todos Estrellas                     |                                             | 1 Cap.  | Equipos |

Nota 1: En el capítulo 3, Courtney y Duncan intercambian de equipos.
Nota 2: En el capítulo 5, Cameron pasa de los Hámster Heroicos a los Buitres Villanos.
Nota 3: En el capítulo 7 Sierra es eliminada por decisión del equipo contrario.
Nota 4: En el capítulo 6, Alejandro iba a ser eliminado pero utilizó la estatua de invencibilidad, por lo tanto Heather (la segunda con más votos) fue eliminada
Nota 5: En los capítulos 8, Cameron fue el eliminado, pero debido a la expulsión de Duncan, continúa en competencia.
Nota 6: En los capítulos 8 y 9 , las eliminaciones se suspenden ya que Duncan es expulsado y Cameron abandona.

## Resultados Generales
| Mike      | Sigue     | Gana      | Gana      | Sigue     | Sigue | Gana      | Sigue     | Sigue     | Sigue    | Gana      | Gana      | Sigue     | Ganador     |  |  |  |  |  |  |  |  |  |  |  |  |
| Zoey      | Sigue     | Gana      | Gana      | Sigue     | Sigue | Gana      | Sigue     | Sigue     | Sigue    | Salvada   | Salvada   | Gana      | Subcampeona |  |  |  |  |  |  |  |  |  |  |  |  |
| Scott     | Gana      | Sigue     | Sigue     | Gana      | Gana  | Sigue     | Gana      | Sigue     | Sigue    | Sigue     | Sigue     | Eliminado |             |  |  |  |  |  |  |  |  |  |  |  |  |
| Gwen      | Gana      | Sigue     | Sigue     | Gana      | Gana  | Sigue     | Gana      | Sigue     | Gana     | Sigue     | Sigue     | Expulsada |             |  |  |  |  |  |  |  |  |  |  |  |  |
| Courtney  | Salvada   | Gana      | Sigue     | Gana      | Gana  | Sigue     | Gana      | Sigue     | Sigue    | Sigue     | Eliminada |           |             |  |  |  |  |  |  |  |  |  |  |  |  |
| Alejandro | Gana      | Sigue     | Sigue     | Gana      | Gana  | Salvado   | Gana      | Gana      | Sigue    | Eliminado |           |           |             |  |  |  |  |  |  |  |  |  |  |  |  |
| Cameron   | Sigue     | Gana      | Gana      | Sigue     | Sigue | Sigue     | Gana      | Eliminado | Abandona |           |           |           |             |  |  |  |  |  |  |  |  |  |  |  |  |
| Duncan    | Gana      | Sigue     | Sigue     | Sigue     | Sigue | Gana      | Sigue     | Expulsado |          |           |           |           |             |  |  |  |  |  |  |  |  |  |  |  |  |
| Sierra    | Sigue     | Gana      | Gana      | Salvada   | Sigue | Gana      | Eliminada |           |          |           |           |           |             |  |  |  |  |  |  |  |  |  |  |  |  |
| Heather   | Gana      | Sigue     | Salvada   | Gana      | Gana  | Eliminada |           |           |          |           |           |           |             |  |  |  |  |  |  |  |  |  |  |  |  |
| Sam       | Sigue     | Gana      | Gana      | Eliminado |       |           |           |           |          |           |           |           |             |  |  |  |  |  |  |  |  |  |  |  |  |
| Jo        | Gana      | Salvada   | Eliminada |           |       |           |           |           |          |           |           |           |             |  |  |  |  |  |  |  |  |  |  |  |  |
| Lightning | Gana      | Eliminado |           |           |       |           |           |           |          |           |           |           |             |  |  |  |  |  |  |  |  |  |  |  |  |
| Lindsay   | Eliminada |           |           |           |       |           |           |           |          |           |           |           |             |  |  |  |  |  |  |  |  |  |  |  |  |

     El participante gana la inmunidad junto a su equipo y se salva de la eliminación.
     El participante pierde junto a su equipo pero no queda eliminado.
     El participante pierde junto a su equipo, queda en riesgo pero no eliminado.
     El participante queda eliminado pero usa la estatua de la inmunidad y regresa.
     El participante gana la inmunidad.
     La participante es eliminada por decisión del equipo ganador.
     El participante es eliminado por decisión del 1° finalista.
     El participante abandona la competencia.
     El participante es expulsado.
     El participante pierde junto a su equipo y es eliminado por decisión de los mismos.
     El participante queda en 2° lugar.
     El participante gana Drama Total Todos Estrellas.

## Participantes y sus equipos
| Mike      | Hámsteres Heroicos | Hámsteres Heroicos | Hámsteres Heroicos | Hámsteres Heroicos | Hámsteres Heroicos | Hámsteres Heroicos | Hámsteres Heroicos | Individual | Individual |
| Zoey      | Hámsteres Heroicos | Hámsteres Heroicos | Hámsteres Heroicos | Hámsteres Heroicos | Hámsteres Heroicos | Hámsteres Heroicos | Hámsteres Heroicos | Individual | Individual |
| Scott     | Buitres Villanos   | Buitres Villanos   | Buitres Villanos   | Buitres Villanos   | Buitres Villanos   | Buitres Villanos   | Buitres Villanos   | Individual | Individual |
| Gwen      | Buitres Villanos   | Buitres Villanos   | Buitres Villanos   | Buitres Villanos   | Buitres Villanos   | Buitres Villanos   | Buitres Villanos   | Individual | Individual |
| Courtney  | Hámsteres Heroicos | Hámsteres Heroicos | Hámsteres Heroicos | Buitres Villanos   | Buitres Villanos   | Buitres Villanos   | Buitres Villanos   | Individual | Individual |
| Alejandro | Buitres Villanos   | Buitres Villanos   | Buitres Villanos   | Buitres Villanos   | Buitres Villanos   | Buitres Villanos   | Buitres Villanos   | Individual | Individual |
| Cameron   | Hámsteres Heroicos | Hámsteres Heroicos | Hámsteres Heroicos | Hámsteres Heroicos | Hámsteres Heroicos | Buitres Villanos   | Buitres Villanos   | Individual | Individual |
| Duncan    | Buitres Villanos   | Buitres Villanos   | Buitres Villanos   | Hámsteres Heroicos | Hámsteres Heroicos | Hámsteres Heroicos | Hámsteres Heroicos | Individual |            |
| Sierra    | Hámsteres Heroicos | Hámsteres Heroicos | Hámsteres Heroicos | Hámsteres Heroicos | Hámsteres Heroicos | Hámsteres Heroicos | Hámsteres Heroicos |            |            |
| Heather   | Buitres Villanos   | Buitres Villanos   | Buitres Villanos   | Buitres Villanos   | Buitres Villanos   | Buitres Villanos   |                    |            |            |
| Sam       | Hámsteres Heroicos | Hámsteres Heroicos | Hámsteres Heroicos | Hámsteres Heroicos |                    |                    |                    |            |            |
| Jo        | Buitres Villanos   | Buitres Villanos   | Buitres Villanos   |                    |                    |                    |                    |            |            |
| Lightning | Buitres Villanos   | Buitres Villanos   |                    |                    |                    |                    |                    |            |            |
| Lindsay   | Hámsteres Heroicos |                    |                    |                    |                    |                    |                    |            |            |

## Reparto
| Personajes   | Actor de voz original | Actor de doblaje  | Actor de doblaje     |
| ------------ | --------------------- | ----------------- | -------------------- |
| Chris McLean | Christian Potenza     | Jeff Probst       | Johnny Torres        |
| Chef Hatchet | Clé Bennett           | Idris Elba        | Guillermo Martínez † |
| Alejandro    | Alex House            | Antonio Banderas  | Jesús Hernández      |
| Cameron      | Kevin Duhaney         | Kevin Hart        | Ángel Lugo           |
| Courtney     | Emilie-Claire Barlow  | Mae Whitman       | Yasmil López         |
| Duncan       | Drew Nelson           | Scott Wolf        | Walter Veliz         |
| Gwen         | Megan Fahlenbock      | Nicole Sullivan   | María José Estévez   |
| Heather      | Rachel Wilson         | Reese Witherspoon | Melanie Henríquez    |
| Jo           | Laurie Elliot         | Bonnie Hunt       | Anna Bucci           |
| Lightning    | Tyrone Savage         | Chris Rock        | Ángel Mujica         |
| Lindsay      | Stephanie Anne Mills  | Anna Kendrick     | Karina Parra         |
| Zoey         | Barbara Mamabolo      | Kristen Bell      | Karina Parra         |
| Mike         | Corey Doran           | John Leguizamo    | Fernando Márquez     |
| Sam          | Brian Froud           | Bill Fagerbakke   | Héctor Indriago      |
| Scott        | James Wallis          | Alan Tudyk        | David Silva          |
| Sierra       | Annick Obonsawin      | Amy Poehler       | Aura Caamaño         |

## Fecha de Emisión
Esta temporada contará con el episodio número 100 de toda la serie, que será Episodio 9 en esta temporada. Cartoon Network transmitirá la primera temporada el 10 de septiembre de 2013 a las 7:00 p. m. EST en los Estados Unidos.
| Temporada | Episodios | País                              | Canal           | Primera Fecha            | última Fecha            |
| --------- | --------- | --------------------------------- | --------------- | ------------------------ | ----------------------- |
| 5         | 13        | Australia                         | ABC3            | 12 de diciembre de 2013  | 30 de diciembre de 2013 |
| 5         | 13        | Canadá                            | Teletoon        | 9 de enero de 2014       | 27 de marzo de 2014     |
| 5         | 13        | Estados Unidos                    | Cartoon Network | 10 de septiembre de 2013 | 3 de diciembre de 2013  |
| 5         | 13        | Francia                           | Canal+          | 1 de abril de 2014       | 17 de abril de 2014     |
| 5         | 13        | Italia                            | K2              | 3 de marzo de 2014       | 18 de marzo de 2014     |
| 5         | 13        | Polonia, Rumanía, Rusia y Hungría | Cartoon Network | 21 de abril de 2014      | 7 de mayo de 2014       |
| 5         | 13        | Latinoamérica                     | Cartoon Network | 4 de mayo de 2014        | 21 de mayo de 2014      |

## Producción
El 28 de junio de 2011, Christian Potenza menciona una próxima temporada de Drama Total. Esta fue la primera vez que un miembro del reparto menciona una quinta temporada al público. Un año después del 19 de julio de 2012, Christian Potenza anunció una quinta temporada de Drama Total en una entrevista con Tom McGillis, diciendo que la quinta temporada será igual que las temporada 1 y 4. Como se muestra en la Fresh TV Sitio web oficial, parece que la temporada 5 va a traer de vuelta a la tradicional de formación de 26 episodios Tom McGillis indicó más adelante que la temporada 5 se dividirá en dos partes de 13 episodios, donde el primer semestre contará con algunos de reparto existente, mientras que el último medio consistirá en sólo nuevo elenco que aún no se han introducido. actores de voz comenzaron líneas grabación de la 5 ª temporada, en diciembre de 2012. El 28 de enero de 2013, Cartoon Network se confirmó que el nuevo título de la temporada será Total Drama:. All-Stars.  Un día después, el 30 de enero, tanto Christian Potenza y Drew Nelson confirmó el título para el Episodio 4, que es "Comida de Miedo" Drew Nelson también ha confirmado que los dos nuevos equipos para esta temporada son los Hámsteres Heroicos y los Buitres Villanos. Los rumores comenzaron a flotar a principios de 2010 sobre la temporada de ser "Héroes vs Villanos" y que tanto el original como el nuevo reparto podría competir juntos, pero no fue hasta el 19 de diciembre de 2012, cuando Tom McGillis confirmó el ABC3 Australia que el tema de esta temporada será de hecho "Héroes vs Villanos". El 1 de febrero de 2013, Christian Potenza dio a conocer un nuevo video que contiene varias nuevas informaciones sobre Total Drama All-Stars, incluyendo títulos episodio de la temporada, nuevos actores de voz e información de parcela, el 11 de junio el año 2013 se confirmó que la fecha de transmisión para toda la temporada se llevará a cabo a principios de 2014, sobre todo durante el invierno de 2014 Tom McGillis confirmó más tarde en Twitter que la fecha de transmisión de Canadá será en enero de 2014, mientras que el airdate EE.UU será en septiembre de 2013. Se ha confirmado que ya empezó el doblaje en Latinaomérica el 15 de octubre de 2013 y se ha confirmado el estreno en Latinoamérica será el 5 de mayo de 2014.

## Recepción

### Índices de audiencia
Drama Total Todos Estrellas fue la transmisión #1 por televisión en Cartoon Network con las más altas calificaciones para la semana del estreno de la temporada. Además, se clasificó como la transmisión #1 en toda la televisión entre los niños de 6-11 y 9-14 para el martes la publicación en horario estelar. También alegó el #1 en su horario 7:00 p. m. entre los niños de 9-14 y 6-11 y 9-14 niños.

### Reacción Crítica
Drama Total Todos Estrellas ha recibido críticas mixtas a negativas. Muchos afirmaron que hubo "descarrilamiento de personajes" dentro del elenco de personajes nuevos y antiguos (Sierra, Duncan y Scott), sin mencionar que los personajes que regresaron de la cuarta temporada fueron demasiados explotados (Mike, Zoey y Cameron) y que varios personajes populares fueron rechazados a favor de Sam, quien ni siquiera logró llegar a la fusión de equipos la temporada pasada.